# Кайгородцев, Василий Степанович
Василий Степанович Кайгородцев (01.03.1922, Иркутская область — 15.05.1979) — командир отделения стрелковой роты 1083-го стрелкового полка 312-й стрелковой дивизии 69-й армии 1-го Белорусского фронта, старший сержант.

## Биография
Родился 1 марта 1922 года в селе Александровское Боханского района Иркутской области . Член ВКП/КПСС с 1945 года. Образование неполное среднее.
В Красной Армии с февраля 1942 года. Участник Великой Отечественной войны с 1944 года. Сражался на 1-м Белорусском фронте.
Разведчик взвода пешей разведки 1083-го стрелкового полка младший сержант Василий Кайгородцев в бою за деревню Загланки, находясь в танковом десанте, в числе первых ворвался в расположение противника, подавил огневую точку, чем обеспечил успех наступления взвода.
Затем в составе подразделения 20 июля 1944 года форсировал реку Западный Буг восточнее города Хелм, участвовал в захвате плацдарма и отражении контратак противника.
За мужество и отвагу, проявленные в боях, младший сержант Кайгородцев Василий Степанович 2 августа 1944 года награждён орденом Славы 3-й степени.
Командир отделения стрелковой роты того же полка младший сержант Василий Кайгородцев 15 августа 1944 года в бою близ деревни Высыдворске в числе первых ворвался с бойцами в окопы противника. Из личного оружия и гранатами было уничтожено свыше десяти вражеских солдат.
За мужество и отвагу, проявленные в боях, младший сержант Кайгородцев Василий Степанович 24 августа 1944 года вторично награждён орденом Славы 3-й степени.
К сожалению, награда так и не была вручена Василию Кайгородцеву, так как в наградном листе он значился как «НИКОЛАЙ Кайгородцев». Лишь спустя время после войны было установлено, что Николай-Василий — одно лицо, и что орденом Славы 3-й степени он награждён дважды.
По статусу ордена награждение идет последовательно: 3-я степень, 2-я степень и 1-я степень. В случае повторного награждения 2-й или 3-й степени ордена проводиться перенаграждение, что и случилось с В. С. Кайгородцевым, но лишь спустя 48 лет после войны, когда ветерана уже не было в живых.
Приказом Министра Обороны Российской Федерации № 101 от 7 мая 1993 года Кайгородцев Василий Степанович перенаграждён орденом Славы 1-й степени, став полным кавалером ордена Славы.
Командир отделения стрелковой роты того же полка старший сержант Василий Кайгородцев в уличных боях при освобождении города Познань 26 января 1945 года, действуя в составе разведывательной группы, ликвидировал два пулемета вместе с расчетами, захватил с бойцами в плен семерых вражеских солдат.
За мужество и отвагу, проявленные в боях, старший сержант Кайгородцев Василий Степанович 27 марта 1945 года награждён орденом Славы 2-й степени.
В 1946 году В. С. Кайгородцев уволен в запас. Вернулся на родину. Трагически погиб 15 мая 1979 года.
Награждён орденом Красной Звезды, орденами Славы 1-й, 2-й и 3-й степени, медалью «За отвагу» и другими медалями.